# Nikon D4
D3S D4S
Le Nikon D4 est un appareil photographique reflex numérique professionnel annoncé par Nikon en janvier 2012. Il est le cinquième appareil photographique de la gamme Nikon à intégrer un capteur plein format (24 × 36 mm).

## Caractéristiques techniques
- Reflex numérique résistant à la poussière et l'humidité intégrant la monture Nikon F (avec couplage et contacts AF)
- Capteur CMOS au format Nikon FX (24 × 36) de 16,2 millions de pixels effectifs
- Obturateur en composite Kevlar et fibres de carbone offrant une durée de vie standard de 400 000 déclenchements
- Temps de pose de 1/8000 à 30 secondes par incréments de 1/3, 1/2 ou 1 IL. Fonction Pose B (Bulb)
- Mode de déclenchement silencieux
- Sensibilité: 100 à 12 800 ISO, plage extensible de 50 à 204 800 ISO
- Prise de vue en continu jusqu'à 11 vps (images par seconde)
- Système AF 51 points sensible jusqu'à -2 IL avec possibilité de choisir une configuration de 9, 21 ou 51 points AF, mise au point possible avec des objectifs ouverts jusqu'à f/8
- Vidéos Full HD à 24, 25 ou 30 images par seconde
- Grand viseur de type reflex en pentaprisme : lumineux, de dégagement oculaire 18 mm et de couverture 100 %
- Écran fixe 3,2 pouces de qualité VGA (921 000 pixels). Angle de vue de 170°
- processeur d'images EXPEED 3
- Boutons rétro-éclairés
- Logements pour cartes XQD et CompactFlash. Pas de logement pour cartes SD
- Port: USB2, Ethernet (RJ-45), GPS, pour télécommande et pour émetteur sans fil (Wi-Fi)
- Sortie HDMI sans compression 4:2:2 8 bits
- 2 Mini-jack stéréo 3,5 mm pour brancher un micro (stéréo) et/ou un casque